# Budeničky
Budeničky (Duits: Klein Budenitz of Kleinbudenitz) is een Tsjechische plaats in de gemeente Šlapanice in de regio Midden-Bohemen en maakt deel uit van het district Kladno.
Budeničky telt 63 inwoners (2021).

## Geschiedenis
De eerste schriftelijke vermelding van het dorp dateert van 1318.

## Verkeer en vervoer

### Autowegen
Weg II/118 loopt door de gemeente en verbindt Budeničky met Slaný enerzijds en Budyně nad Ohří anderzijds.  Weg II/239 verbindt Budeničky met Černčice-Peruc en Černuc.

### Spoorlijnen
Er is geen spoorlijn of station in de gemeente. Het dichtstbijzijnde station is Zlonice, op 4 km afstand. Dat station ligt aan spoorlijn 110 Kralupy nad Vltavou - Slaný - Louny en spoorlijn 095 Vraňany - Libochovice.

### Buslijnen
Er halteren anno 2024 geen buslijnen meer in het dorp.

## Bezienswaardigheden
- Monumentale graanschuur genaamd Duivelsmolen;
- Standbeeld van Sint Johannes van Nepomuk.

## Galerĳ

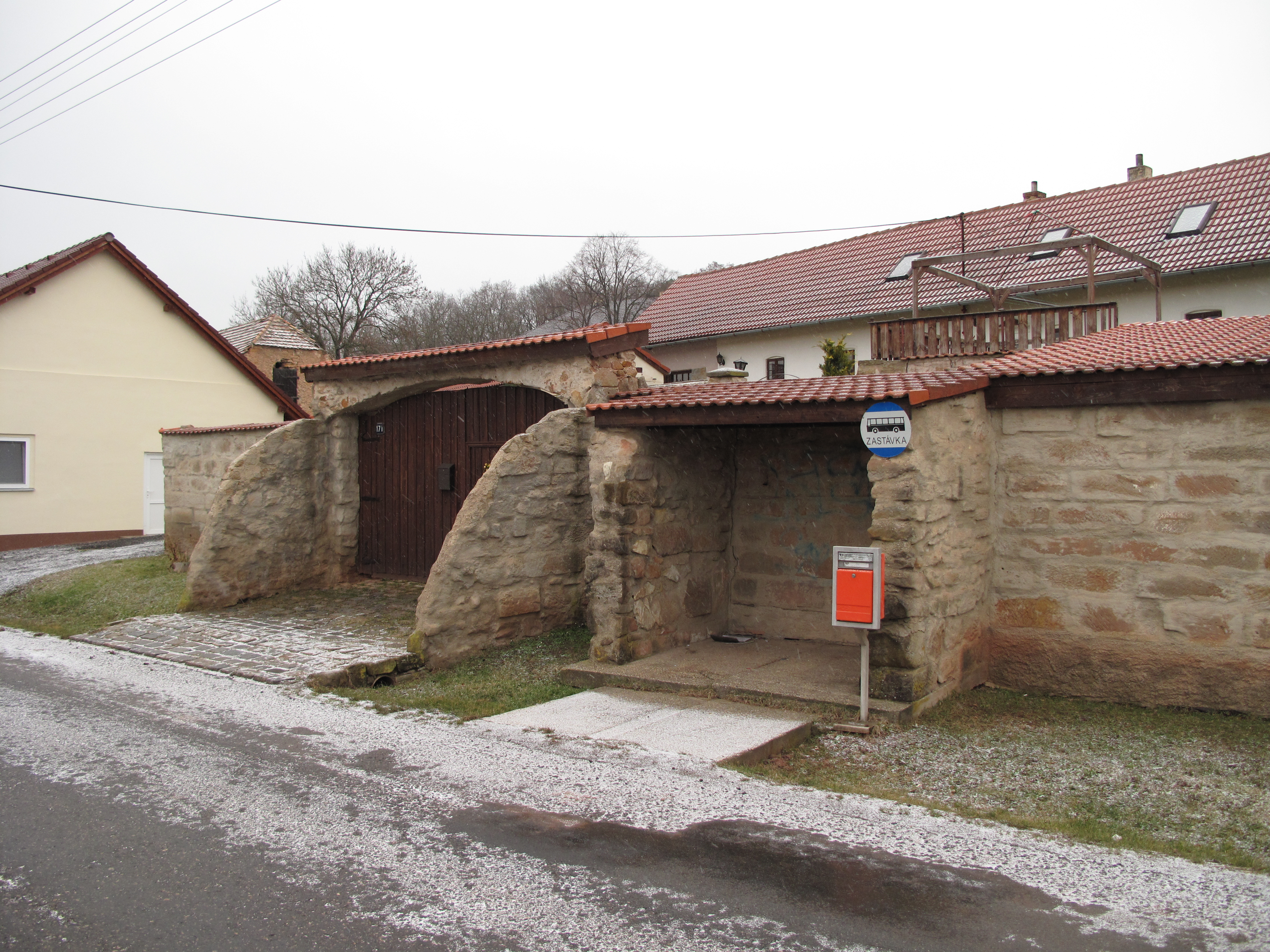
Voormalige bushalte (2015)
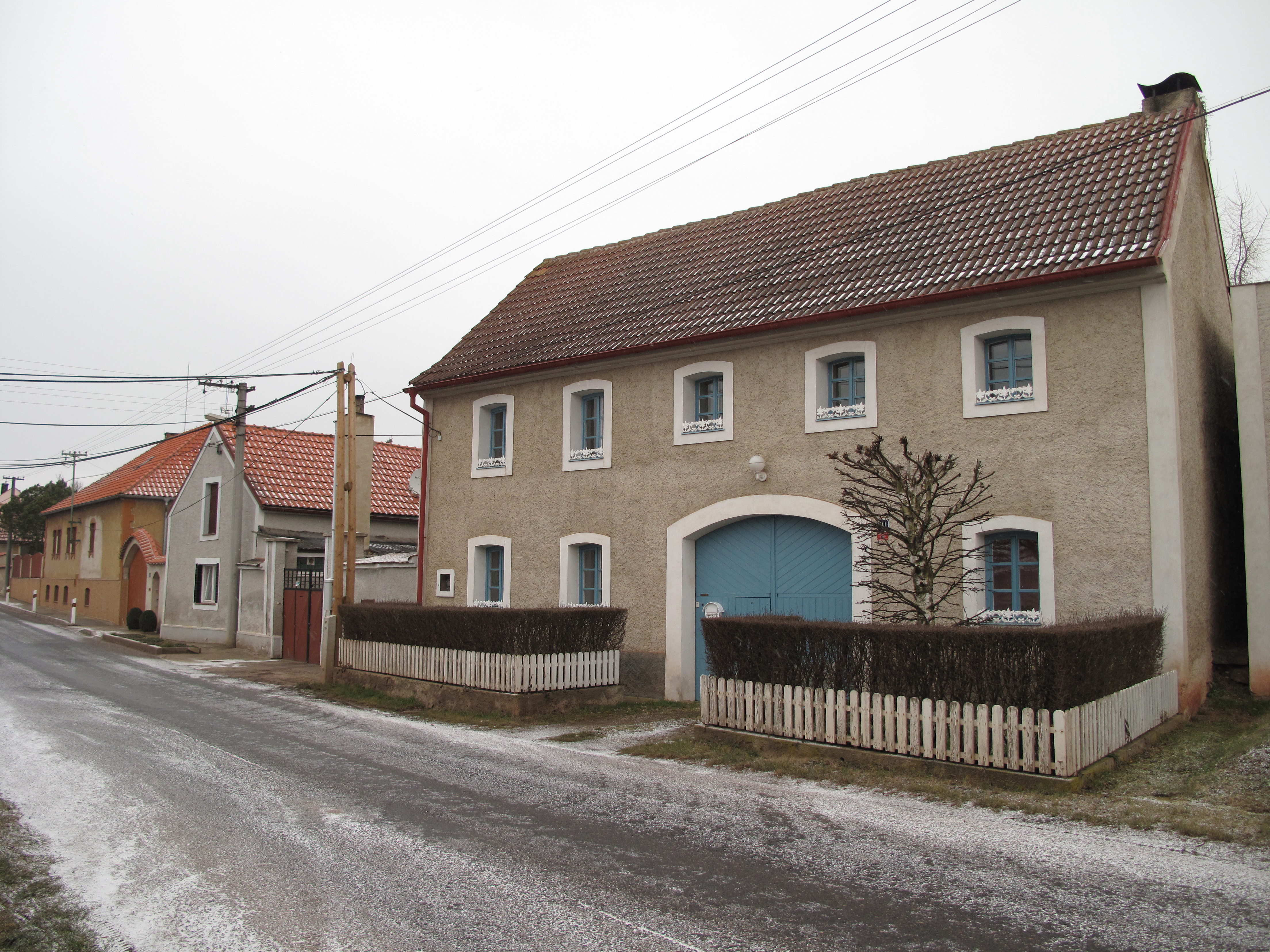
Huis in Budeničky (1)
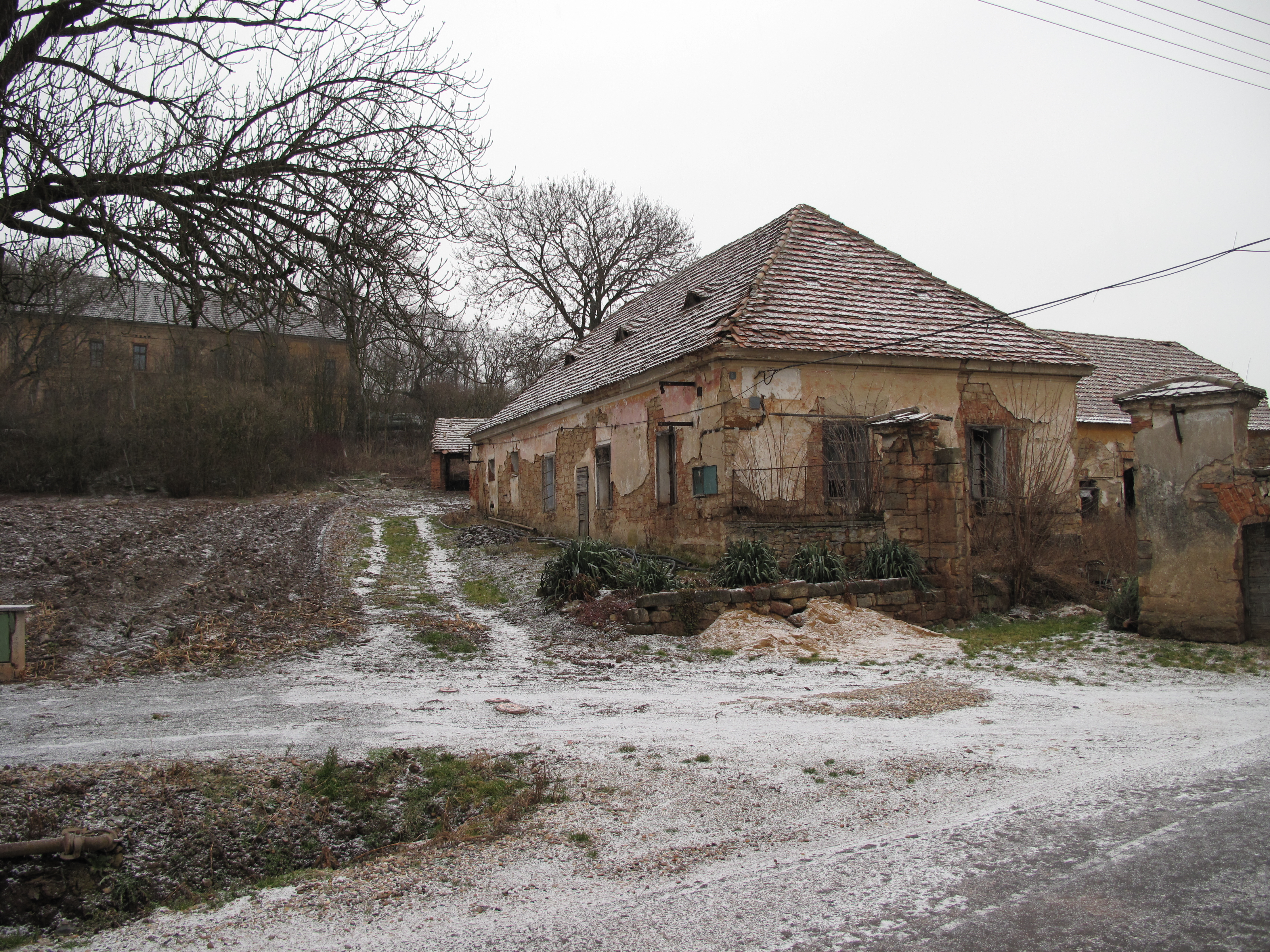
Huis in Budeničky (2)
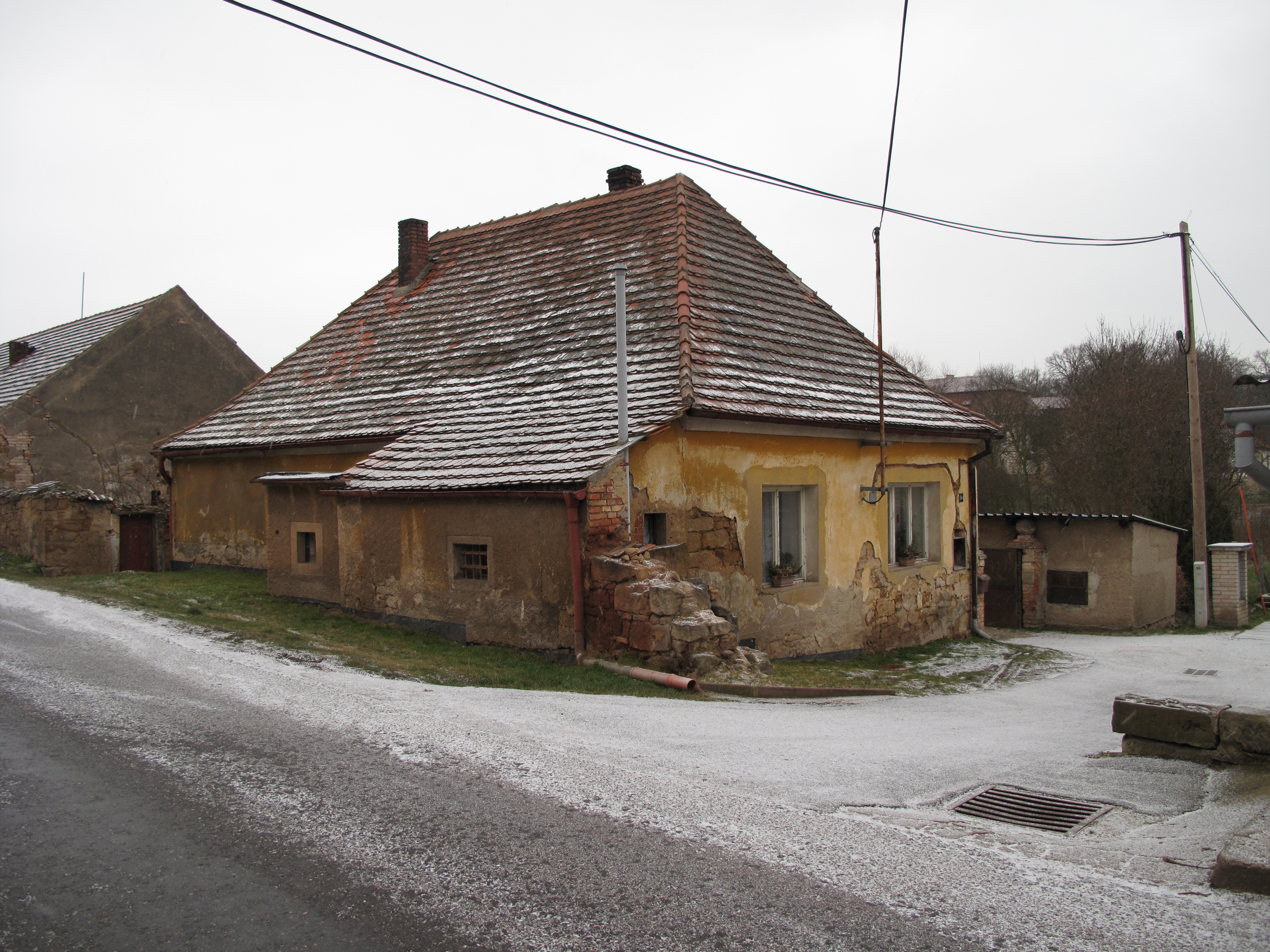
Huis in Budeničky (3)